# Nomascus concolor lu
O Nomascus concolor lu é uma das 4 subespécies de Nomascus concolor.

## Estado de conservação
Esta subespécie está listada como críticamente ameaçada devido à perda de habitat e caça que levou ao declíneo de 80% das populações nos últimos 45 anos. Pensa-se que exista menos de 250 indivíduos maduros e continua a diminuir.